# Alain Lequesne
Alain Lequesne, né le 14 mars 1942 à Bordeaux et mort le 18 juillet 2017 à Lantriac est un peintre français. Il a vécu les dernières années de sa vie dans le département des Landes.
Il a débuté dans l'atelier de Renée Seilhean à Bordeaux.
Ses tableaux se caractérisent par l'abstraction non figurative.

## Sources
- Site officiel
- Article dans Sud-Ouest (10.05.2013)

Présentation biographique et picturale
- sur Art-Up Déco
- sur Zee Art